# Gná
Gná, nella mitologia norrena, è una delle tre serve di Frigg, insieme a Fulla e Hlín.
È colei che si preoccupa di svolgere le faccende per la padrona. Probabilmente proprio per questo possiede un destriero capace di cavalcare attraverso l'aria e l'acqua, Hófvarpnir (letteralmente tiratore di zoccoli).
È una delle quindici dee descritte da Snorri Sturluson nella sua Edda.